# Ofensywa morawska
Ofensywa morawska (buł. Битката за Морава) – ofensywa wojsk bułgarskich na środkową Serbię, przeprowadzona w dniach 14 października – 9 listopada 1915 podczas kampanii serbskiej I wojny światowej.

## Przebieg bitwy
Bułgaria przystąpiła do wojny po stronie państw centralnych 14 października 1915 roku. Armia bułgarska miała uderzyć na zachodnią Serbię i Macedonię. Do dyspozycji Augusta von Mackensena została oddana 1 Armia bułgarska generała Bojadżiewa, która miała zdobyć Nisz. Najpierw jednak musiała przełamać serbską obronę w Pirocie i Zaječarze. Ofensywa rozpoczęła się 14 października od sforsowania rzeki Timok i  początkowo przebiegała pomyślnie, jednak na skutek trudnego górskiego terenu i kłopotów zaopatrzeniowych bułgarskie uderzenie zatrzymało się. Po 10 dniach Bułgarzy zepchnęli armię serbską do doliny Morawy. Do końca października Bułgarzy zdobyli Nisz, Aleksinac, Pirot i Zaječar i dążyli do połączenia się z 11 Armią niemiecką.

## Konsekwencje bitwy
Wskutek bitwy Bułgarzy wdarli się ok. 90 km w głąb Serbii. Serbowie utracili ok. 6 tysięcy żołnierzy, 60 dział i dużą ilość sprzętu wojskowego, natomiast Bułgarzy ok. 13,5 tysiąca żołnierzy. 31 października Putnik rozkazał odwrót w kierunku Kragujevaca. Wskutek nieotrzymania posiłków od Ententy zdziesiątkowana armia serbska zaczęła wycofywać się w kierunku Albanii i Adriatyku.